# Cantone di Saint-Jean-Pied-de-Port
Il Cantone di Saint-Jean-Pied-de-Port era una divisione amministrativa dell'arrondissement di Bayonne.
È stato soppresso a seguito della riforma complessiva dei cantoni del 2014, che è entrata in vigore con le elezioni dipartimentali del 2015.
Comprendeva i comuni di:
- Ahaxe-Alciette-Bascassan
- Aincille
- Ainhice-Mongelos
- Arnéguy
- Béhorléguy
- Bussunarits-Sarrasquette
- Bustince-Iriberry
- Caro
- Estérençuby
- Gamarthe
- Ispoure
- Jaxu
- Lacarre
- Lecumberry
- Mendive
- Saint-Jean-le-Vieux
- Saint-Jean-Pied-de-Port
- Saint-Michel
- Uhart-Cize